# Cranfield School of Management
Die Cranfield School of Management (kurz: Cranfield SOM) wurde 1967 gegründet und ist eine staatlich anerkannte Wirtschaftshochschule. Sie ist Teil der Cranfield University in Bedfordshire, Vereinigtes Königreich. Sie belegte im maßgeblichen Financial-Times-Ranking der European Business Schools im Jahr 2021 den 34. Platz und den 7. im Vereinigten Königreich. Sie ist seit 2001 mit der Triple Crown ausgezeichnet, einer gleichzeitigen Akkreditierung durch die AMBA, EQUIS und AACSB.
Die Vorgängerorganisation der Cranfield Universität startete bereits 1953 als Work Study School. Diese bot schon im Jahr 1964 einen der ersten MBA-Abschlüsse Europas an. 1967 wurde hieraus die Cranfield School of Management gegründet. Sie erhielt 1969 die Royal Charter und somit Universitätsstatus. Sie vergab fortan Abschlüsse unter dem Namen Cranfield University.

## Bekannte Alumni
- Crispin Blunt, Mitglied des britischen Unterhaus
- Andy Palmer, Ingenieur und CEO von Aston Martin
- Winnie Byanyima, Direktorin von UNAIDS